# Órgano del Colegio Nacional de Buenos Aires
El órgano de Colegio Nacional de Buenos Aires es un instrumento emplazado en dicho centro educativo fabricado por la firma alemana Laukhuff, fue instalado en el Salón de Actos del colegio en 1928. Posee cuatro manuales, pedalera y 3511 tubos de estaño, plomo y madera, agrupados en 53 registros.

## Historia
El órgano fue comprado gracias a una donación de 30.000 pesos por parte del profesor Nicolás Avellaneda (hijo). Fue encargado a la empresa alemana Laukhuff, quienes construyeron y probaron el instrumento, para luego enviarlo al país en 1928. Al año siguiente el órgano llegó, y fue armado e instalado en el Colegio Nacional de Buenos Aires por gente local con la supervisión del profesor José Medina y comandados por el organero Francisque Pic. El acto inaugural fue el 5 de julio de 1930, y contó con la participación de integrantes del colegio, como también de relevantes figuras académicas y músicos destacados, mientras que Luis Ochoa y José Medina interpretaron algunas piezas musicales. Entre los presentes se destaca la presencia del rector de la Universidad de Buenos Aires, Enrique Butty, el rector del Colegio, Juan Nielsen y el donante del órgano, Nicolás Avellaneda.
Para los años 1940 el sistema de transmisión electro-neumática comenzó a presentar severas fallas, por lo que el órgano fue modificado en su tipo de acción, y así en 1977 la acción del órgano fue electrificada.
En 1993 fue expandido con cuatro registros más sacados del órgano del Teatro Colón, que fue desmontado de allí.

## Características
El órgano posee cuatro manuales (originalmente tenía tres), pedalera y 3511 tubos de estaño, plomo y madera agrupados en 53 registros (originalmente tenía 48 pero se le agregaron cinco registros más), las divisiones Positivo, Expresivo y Solo tienen trémolo propio. Los tubos de metal de las octavas superiores son 70 % estaño y 30 % plomo, mientas que los tubos de madera se construyeron en pino viejo. Posee diez secretas y cuatro reguladores en el recinto del instrumento, que tiene unas dimensiones de 7 x 5 x 6 metros, mientras que el ventilador es accionado por un motor eléctrico de trifásica fabricado por la compañía Aeolian Company de Nueva York, funciona a 1400 RPM y esta instalado en el subsuelo. El órgano tiene 16 registros principales, 7 bordones, 11 violas, 6 flautas, 9 lengüetas, 2 de percusión (carrillón) y arpa (celesta), categorizándolos por su longitud, tiene 9 registros de 16', 26 de 8', 8 de 4', 1 de 2' y 5 mutaciones, de los cuales dos son mixturas de cinco y tres rangos. Tiene doble expresión, ya que una caja esta encerrada dentro de la otra por dos cortinas Swell, un pedal abre el eco mientras que el otro acciona la apertura de todo el órgano, siendo posible manipular todos los registros a excepción de los principales 8' que están en la fachada.
La consola original era capaz de funcionar de forma autónoma por medio de un sistema llamado "organola", consistente en un rollo de papel con perforaciones, las cuales por medio de un mecanismo en la consola, era capaz de leer esta información y transmitirla a las válvulas de las notas.

## Disposición
El órgano posee la siguiente disposición:
| I Manual. Gran Órgano |           |         |
| 01.                   | Bordón    | 016’    |
| 02.                   | Principal | 08’     |
| 03.                   | Montre    | 08’     |
| 04.                   | Flauta    | 08’     |
| 05.                   | Tapado    | 08’     |
| 06.                   | Gamba     | 08’     |
| 07.                   | Schalmey  | 08’     |
| 08.                   | Dulce     | 08’     |
| 09.                   | Octava    | 04’     |
| 010.                  | Chimenea  | 04’     |
| 011.                  | Flautín   | 02’     |
| 012.                  | Gamusa    | 01 3/5’ |
| 013.                  | Corneto   | 0VI     |
| 014.                  | Quinta    | 05 1/3' |

| 0 | Acoplamientos      | 0 |
| 0 | Súper I            |   |
| 0 | IV – I             |   |
| 0 | III – I            |   |
| 0 | II – I             |   |
| 0 | Súper IV – I       |   |
| 0 | Súper III – I      |   |
| 0 | Súper II – I       |   |
| 0 | Decimoseg. IV – I  |   |
| 0 | Decimoseg. III – I |   |
| 0 | Decimoseg. II – I  |   |

| II Manual. Positivo |            |      |
| 01.                 | Violón     | 08’  |
| 02.                 | Salicional | 08’  |
| 03.                 | Celestial  | 08’  |
| 04.                 | Principal  | 08’  |
| 05.                 | Flauta     | 08’  |
| 06.                 | Bordón     | 08’  |
| 07.                 | Fugara     | 04’  |
| 08.                 | Flauta     | 04’  |
| 09.                 | Trombón    | 016’ |
| 010.                | Trompeta   | 08’  |
| 011.                | Trompeta   | 04’  |
| 012.                | Trémolo    | 0    |

| 0 | Acoplamientos       | 0 |
| 0 | Súper II            |   |
| 0 | IV – II             |   |
| 0 | III – II            |   |
| 0 | Súper IV – II       |   |
| 0 | Súper III – II      |   |
| 0 | Suboctava III – II  |   |
| 0 | Decimoseg. IV – II  |   |
| 0 | Decimoseg. III – II |   |

| III Manual. Expresivo |                           |         |
| 01.                   | Quinta                    | 016’    |
| 02.                   | Clarinete (tubo de labio) | 08’     |
| 03.                   | Flauta                    | 08’     |
| 04.                   | Viola                     | 08’     |
| 05.                   | V. Celestial              | 08’     |
| 06.                   | Eolina                    | 08’     |
| 07.                   | Flauta                    | 04’     |
| 08.                   | Octava                    | 04’     |
| 09.                   | Piccolo                   | 02’     |
| 010.                  | Quinta                    | 02 2/3’ |
| 011.                  | Tercia                    | 01 3/5’ |
| 012.                  | Etérea                    | 0III    |
| 013.                  | Trémolo                   | 0       |

| 0 | Acoplamientos       | 0 |
| 0 | Super III           |   |
| 0 | IV – III            |   |
| 0 | Súper IV – III      |   |
| 0 | Decimoseg. IV – III |   |

| IV Manual Solo |           |    |
| 1.             | Bordón    | 8’ |
| 2.             | Trompeta  | 8’ |
| 3.             | Clarín    | 4’ |
| 4.             | Oboe      | 8’ |
| 5.             | V. Humana | 8’ |
| 6.             | Trémolo   |    |

| 0 | Acoplamientos      | 0 |
| 0 | Súper IV           |   |
| 0 | Suboctava IV       |   |
| 0 | Suboctava III – IV |   |
| 0 | II – IV            |   |
| 0 | Súper II – IV      |   |

| Pédale |           |          |
| 1      | Gran-bajo | 016’     |
| 2      | Principal | 016’     |
| 3      | Subbajo   | 016’     |
| 4      | Flauta    | 016’     |
| 5      | Cello     | 08’      |
| 6      | Dulce     | 08’      |
| 7      | Flauta    | 04’      |
| 8      | Clarinete | 016’     |
| 9      | Trompeta  | 08’      |
| 10     | Quinta    | 010 2/3’ |

| 0 | Acoplamientos | 0 |
| 0 | I – P         |   |
| 0 | Súper I – P   |   |
| 0 | II – P        |   |
| 0 | Súper II – P  |   |
| 0 | III – P       |   |
| 0 | Súper III – P |   |
| 0 | IV – P        |   |
| 0 | Súper IV – P  |   |